# حاسي مسعود
حاسي مسعود مدينة تتبع ولاية ورقلة، وهي من أهم المناطق في الجزائر من حيث الثروات الطبيعية التي تمتاز بها هذه المنطقة والمتمثلة في البترول والغاز.

## أصل التسمية
سميت نسبة إلى مسعود روابح أحد العرب الرحل من قبيلة الشعانبة والذي حفر بها بئر ماء أو «الحاسي» في بدايات القرن العشرون (حوالي سنة 1917) وكانت بطون بني هلال تقيم بها ومن بينها عرش أولاد زيد والتي شكلت بوجود الماء تجمع بدوي لم يلبث ان تحول إلى قطب صناعي بعد أن اكتشف البترول عام 1956.

## حاسي مسعود حاليا
هي الآن مدينة هامة بتعداد أكثر من 70 ألف ساكن، ، ويرى مختصون أن ملف الشغل غطى على قضايا أخرى منها التنمية ومشاريع كبرى، سيما وأن المدينة عاصمة البترول حاسي مسعود وفي منطقة لها إمكانيات كبيرة وتتدفق عليها مئات الشركات الأجنبية والوطنية العاملة في أحواض البترول وتبقى المنطقة تغرق في مشاكل عويصة ابتداء من دخول كبار المسؤولين للحبس بسبب إهدارهم للمال العام وفي انتظار بناء مدينة حاسي مسعود الجديدة التي تبعد بمسافة قدرها 70 كلم شمال المدينة الحالية ولا يدري السكان حاليا إن كانت المدينة الجديدة امتداد للمدينة الحالية أو بديل لها.

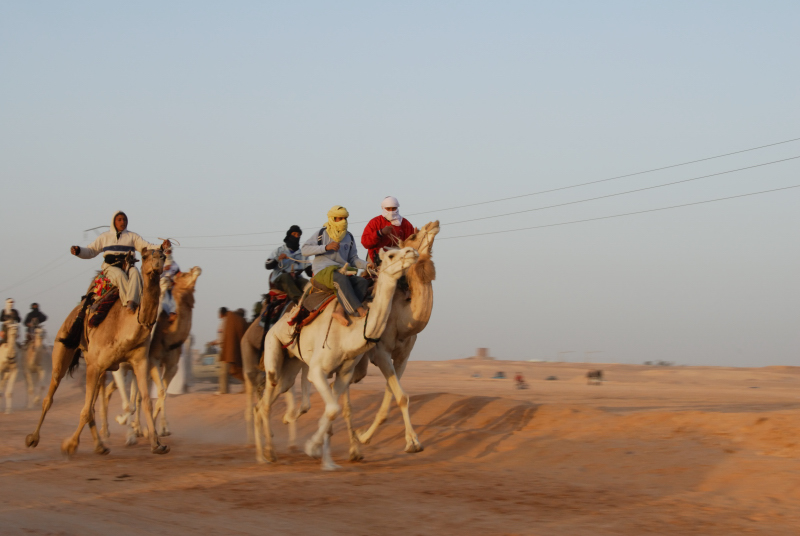
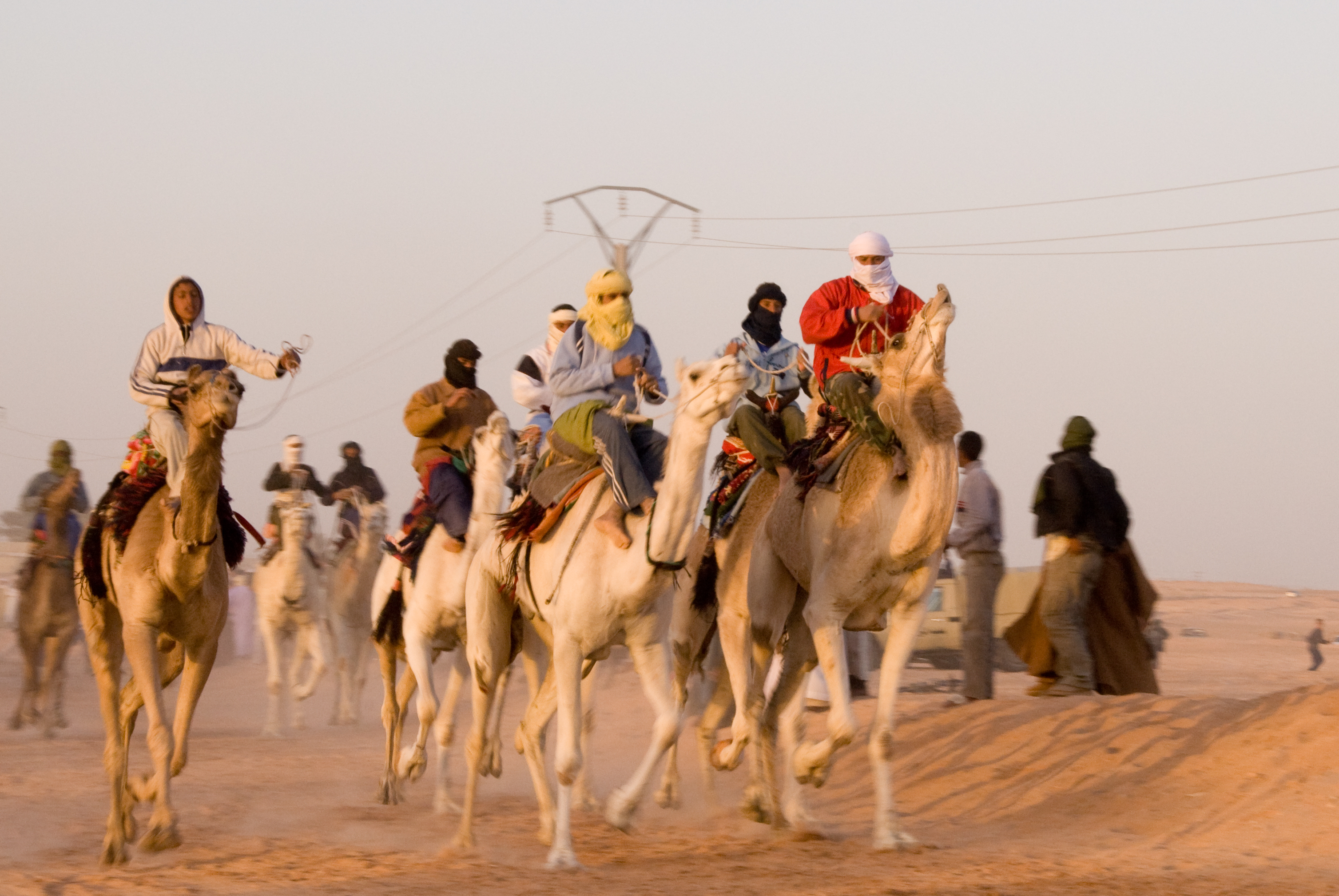
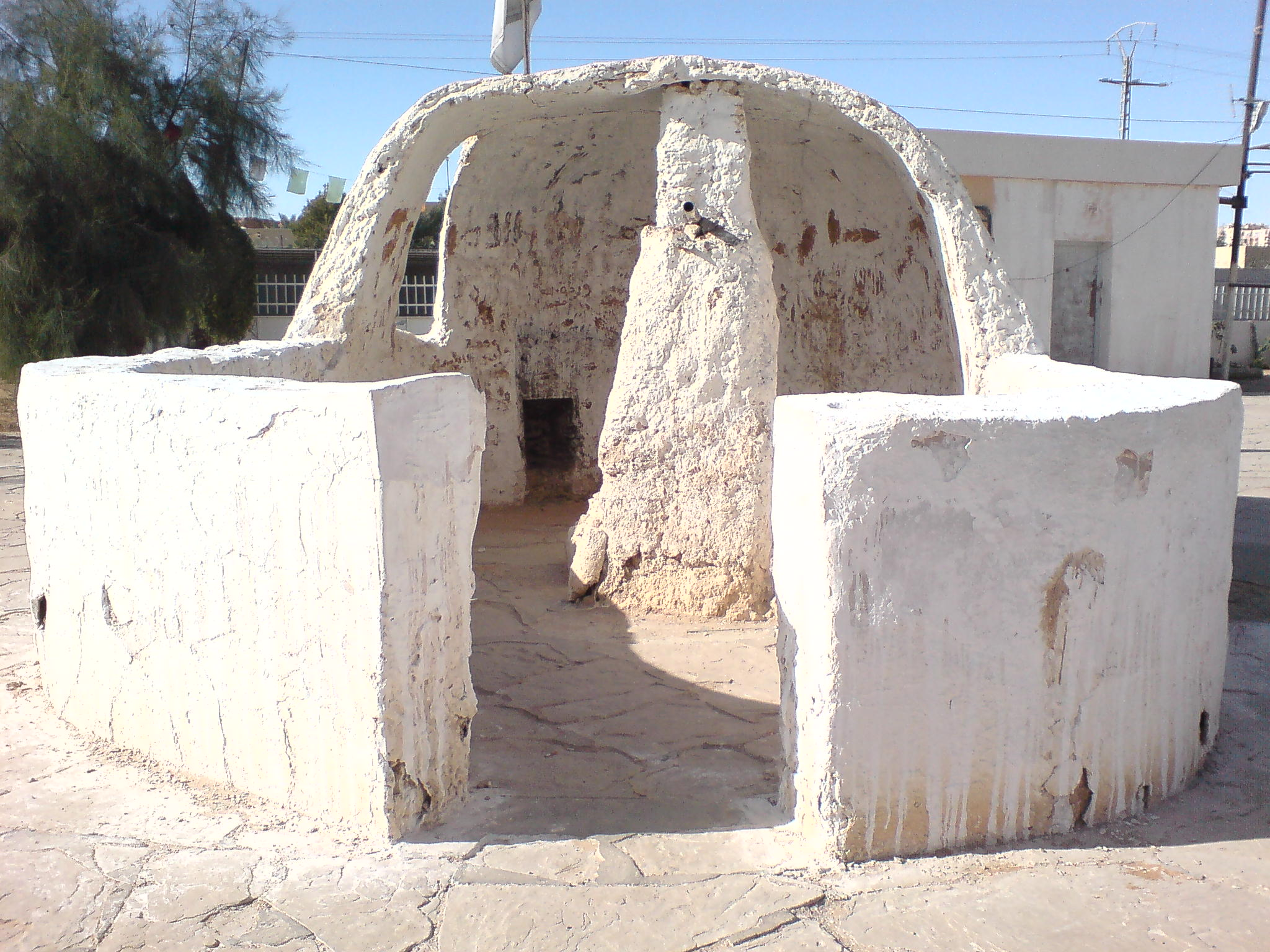

## حاسي مسعود تاريخيا
تاريخيا حاسي مسعود وكما هو عليه الحال في حوض ورقلة وكما دلت عليه المكتشفات الأثرية سكن منذ فجر التاريخ وكما تدل على ذلك الأدوات الحجرية المكتشفة في وادي المجيرة وحاسي الدبب وغيرها من المواقع المحيطة بحاسي مسعود وبعد موجة الجفاف التي تلت العصر الجليدي أضحت الحياة في المنطقة قاسية ولم تسكن إلا بعد قدوم عرب بني هلال الذين اتخذوها مراعٍ لإبلهم ولتقارب مناخها مع مناخ الجزيرة العربية
تحتوى مدينة حاسي مسعود عدة مواقع سياحية أهمها الحصن الفرنسي المسمى «فور لالمان» وكذا البئر التاريخي الذي سميت المدينة باسمه بالإضافة إلى الفلكلور المحلي الذي يشتهر به سكانه المحليون من الشعانبة وغيرهم.

## جغرافيا

### التقسيم الإداري
تتكون البلدية من سبع مناطق:
- وسط مدينة حاسي مسعود
- حوض الحمراء
- قاسي الطويل
- نزلة
- وادي التاية
- القاسي
- إيرارة